# Imolese Calcio 1919
Maillots
Actualités
Dernière mise à jour : 27 décembre 2023.
L'Imolese Calcio 1919, plus connue sous le nom de Imolese, est un club italien de football basé à Imola, dans la province de Bologne en Émilie-Romagne.

## Identité du club

### Logos
Les couleurs de l'Imolese Calcio 1919 sont le Bleu et le Rouge.

Ancien logo du club
Logo actuel